# Francisco Suriano Siú
Francisco Suriano Siú (Zacatecoluca, 27 de junio de 1953) es un empresario salvadoreño, reconocido por ser el fundador y actual presidente del Grupo Ferromax, una corporación empresarial del rubro de la industria metalmecánica con presencia en América Central. Es el padre de Francisco Suriano Siú, nadador y empresario que representó a su país en los Juegos Olímpicos de Atlanta y Sídney, y que actualmente se desempeña como vicepresidente ejecutivo de la mencionada compañía.

## Biografía

### Primeros años y estudios
Suriano Siú nació en la ciudad de Zacatecoluca, El Salvador, el 27 de junio de 1953. Se graduó como ingeniero agrónomo zootecnista en la Universidad de El Salvador en 1977 y posteriormente cursó estudios de Presidential Management en la Escuela de negocios de Harvard entre 1999 y 2003.

### Carrera
En 1985, Suriano Siú fundó Galvanissa, una empresa de metalmecánica que logró posicionarse en América Central con la inclusión en el mercado del polín estructural C, material fabricado en acero que se convirtió en una alternativa para la construcción de techos ante el uso tradicional de la madera. Como parte del Grupo Ferromax, la compañía empezó a ampliar su oferta de productos hasta lograr expandirse por Centroamérica con cerca de 200 puntos de venta en El Salvador, Costa Rica, Nicaragua, Honduras y Guatemala. En la actualidad, Suriano Siú se desempeña como presidente de la compañía.
Paralelo a su labor en el Grupo Ferromax, fundó las compañías Ferrocentro (dedicada a la comercialización de muebles para hogar y oficina) y General de Bienes Raíces (dedicada a la gestión de bienes inmuebles). También preside la Fundación Suriano Siú, una iniciativa sin ánimo de lucro que realiza donaciones de materiales de construcción y productos de primera necesidad para las comunidades de escasos recursos de El Salvador, y ha oficiado como miembro de la junta directiva de los clubes de natación Marlín y CDI. 
En 2022, la revista Summa lo destacó en su lista de altos ejecutivos de Centroamérica, que resalta a los principales líderes de negocios de la región.

### Plano personal
Suriano es el padre de Francisco Suriano Siú Chon Him, nadador y empresario salvadoreño que representó a su país en los Juegos Olímpicos de Atlanta 1996 y Sídney 2000 y que en la actualidad se desempeña como vicepresidente ejecutivo del Grupo Ferromax.